# Политическая экология
Политическая экология или экополитология (англ. political ecology) — это изучение взаимосвязи политических, экономических и социальных факторов и экологических проблем и изменений. Политическая экология направлена на изучения взаимовлияния социальных сообществ в отношении окружающей среды, как определяющего источника развития. От обычных экологических исследований отличается политизацией экологических проблем и явлений.

## История и происхождение термина
Становлению понятия «политическая экология» предшествовало множество факторов. Формально, все началось с начала системного рассмотрения взаимосвязи общества и природы, породившего понятие «экосистема».
Экосистемы носят центрально-ориентированный характер и предполагают определение ценностных отношений относительно своего главного элемента. Таким образом, экосистемный подход предполагает, рассмотрение элемента со стороны как естественных, так и социальных наук.
Впервые термин «политическая экология» был использован Фрэнком Тоном в статье, опубликованной в 1935 году. С тех пор он широко используется в контексте социально-экономической географии и экологии человека, но не имеет систематического определения. В рамках социальной экологии, изучающей отношение общества и природы, выделяется политическая экология.
В 1957 году этот термин вновь зазвучал на французском языке (Écologie politique) благодаря философу Бертрану де Жувенелю.
В 1960-х годах в рамках нарастающего экологического дискурса произошел всплеск внимания к проблемам экологии. Наконец, весь мир начал говорить о ранее неизвестных глобальных проблемах всего человечества.
Исторически политическая экология была сосредоточена на явлениях, происходящих в развивающемся мире и влияющих на него; теперь исследования в первую очередь стремились понять политическую динамику, окружающую материальную и дискурсивную борьбу за окружающую среду в странах третьего мира.

## Проблемы политической экологии
У политической экологии как области знаний можно выделить три ключевых проблемы:
1. Ограниченность ресурсов и их неравномерное географическое распределение;
Речь идет не только о полезных ископаемых, но и о нехватке водных ресурсов, древесины, кислорода, посевных площадей.
2. Взаимосвязь между индустриализацией и нагрузкой на окружающую среду;
Такие изменения, как, например уровень промышленного развития, совершенствование народного хозяйства и последующее возрастание нагрузки на окружающую среду, связанное с современными тенденциями к релокализации.
3. Загрязнения и отходы производства.
Проблемы загрязнения окружающей среды, а также хранения и переработки отходов давно стали политическим вопросом. Главная задача участников переговоров — продвинуть свои пути решения, которые в то же время будут способствовать улучшению статуса страны на мировой арене.

Таким образом, проблемы политической экологии напрямую связаны с производственной цепочкой. Они тесно взаимосвязаны и часто становятся причинами возникновения друг друга.
Если один из вышеперечисленных вопросов не будет решен, возможна угроза возникновения открытого политического противостояния и гонки за право доминирования в разработке концепций и мер по устранению проблемы.

## Принципы экополитологии
Большой охват и междисциплинарность политической экологии ведет к появлению многочисленных определений и трактовок. Тем не менее, наиболее общие и релевантные положения разработали Раймонд Л. Брайант и Шейнад Бейли:
1. Неравномерное распределение издержек и выгод, возникающих вследствие изменений в окружающей среде, обусловлено политическими, социальными и экономическими различиями;
2. Любое изменение условий окружающей среды должно влиять на политический и экономический статус-кво;
3. Неравномерное распределение издержек и выгод, а также усиление или сокращение ранее существовавшего социально-экономического неравенства ведут к политическим последствиям с позиции властных отношений[2].

Кроме того, политическая экология критически подходит к рассмотрению взаимодействии окружающей среды и политических, экономических и социальных факторов.
Исходя из этих положений, политическая экология может быть использована для:
- информирования органов власти и организаций о проблемах, связанных с окружающей средой и ее развитием, тем самым способствуя улучшению управления в области экологии.
- понимания решений, принимающихся в области охраны окружающей среды и природопользования, в контексте их политической среды, экономического давления и социальных норм
- рассмотрения влияния общественных отношений на окружающую среду, особенно в контексте ведения государственной политики.

## Факторы развития политической экологии
- Усугубление экономического кризиса приведет к росту радикальных экополитологических течений — экосоциализма, экофеминизма и других.
- Рост экономической глобализации, оказывающей влияние на международный баланс сил, требует единовременного решения проблем на региональном, федеральном и глобальном уровнях.
- Укрепление позиций принципа экологической справедливости в странах развитого Севера поможет решить в том числе проблемы Юга, так как экологическая политика передовых стран начинает учитывать общий интерес.
- Институционализация экологической политики приведет к изменениям в идеологических установках правительств и партий под влиянием теоретических основ политической экологии.

## Политическая экология в России
Говоря о политической экологии на советском и постсоветском пространствах, необходимо провести четкую границу между терминами политическая экология и экологическая политика.
Политическая экология намного шире — это некая совокупность концепций о социальном мире человека, где проблему экологии рассматривают как первопричину и основной мотив разделения общества на политические единства.
Своему развитию политическая экология обязана геополитической традиции, в особенности представителям русской геополитической школы. Основоположниками политической экологии в России в этом контексте можно считать П. Н. Савицкого, Г. В. Вернадского и Л. Н. Гумилёва.

## Другие взгляды на политическую экологию
Противники политической экологии в качестве своего основного аргумента приводят отказ от натурфилософии, причем еще более трёхсот лет назад. Таким образом, среди предшественников политической экологии было много представителей естественно-научный областей знания - геологов и биологов, которые свои изыскания оценивали в “научно-философском” ключе.
В ином ключе политическую экологию можно рассматривать с точки зрения теории Большой эволюции, которая изучает мир как совокупность взаимосвязанных явлений. Это положение относится к “единому экологическому взгляду на мир” Ф. Капра и “единой экологии” А. Несса, а также “углубленной экологией” Р. Атфилда

## Представители политической экологии сегодня
| В России - Ю. Климов - А. Буровский - С. Якуцени - С. Якуцени - В. Волков - Д. Афиногенов - Г. Косов - А. Костин - Д. Ефременко | За рубежом - Энтони Беббингтон - Пирс Блэйки - Пол Ф. Роббинс - Ричард Дж. Пит - Робин Эккерсли - Артуро Эскобар - Майкл Дж. Уотс - Рэймонд Л. Брайант - Шинейд Бейли - Джон Кларк |